# Ferula michaelii
Ferula michaelii är en växtart i släktet Ferula och familjen flockblommiga växter.
Arten är en flerårig ört som återfinns i norra Iran, Centralasien och Afghanistan. Den beskrevs av M.Panahi, Piwczyński, Puchałka och Spalik 2015.